# Dowaha
Dowaha (àrab: الدّواحة, Ad-duwāḥa; francès: Les Secrets) és una pel·lícula tunisiana de Raja Amari estrenada el 2009.

## Argument
A l'habitació dels servents, al soterrani d'una gran mansió, Aïcha viu amb la seva mare i la seva germana gran Radhia. Tots els seus impulsos vitals com a dona jove són violentament reprimits. Les tres dones viuen segregades de la resta del món, amagades en l'ala reservat als criats en una casa deshabitada, el seu aïllament és voluntari, amb un respecte obsessiu per la tradició i la religió. Des de les finestres espien la vida fora.
Pertorbada i fascinada per la jove parella moderna que s'ha traslladat a viure a la part superior de la casa, comença llavors una estranya cohabitació entre la parella i les tres dones, que prefereixen no revelar la seva presència als inesperats veïns. Aïcha busca el contacte amb la superfície, però la trobada amb el món real, superat el límit que les separa, altera el precari equilibri entre les tres dones i revela els seus secrets enterrats durant anys.

## Repartiment
- Hafsia Herzi: Aïcha
- Dhafer El Abidine: Ali
- Sondos Belhassen: Radhia
- Rim El Benna: Selma
- Wassila Dari: mare d'Aïcha i Radhia

## Reconeixements
- 2010 - Festival de Cinema Africà, Asiàtic i Llatinoamericà de Milà
  - Millor pel·lícula africana
- 2009 - Festival de Cinema Africà de Verona
  - Menció especial
- 2009 - XXX edició de la Mostra de València
  - Premi a la millor fotografia.[3]